# WCBS Championship 2023
Die WCBS Championship 2023 war ein Billard-Einladungsturnier in vier Disziplinen (2× Pool: 10-Ball, Heyball/Chinese Pool, Karambolage: Dreiband und Snooker). Es fand vom 20. bis zum 23. Juli 2023 in Ankara statt.

## Modus
Jedes Team bestand aus acht Spielern, aus jeder Disziplin je ein Mann und eine Frau. Ein Match bestand aus acht Partien, in denen jeder/jede gegen den entsprechenden Spieler/die Spielerin aus der anderen Mannschaft antrat. Die sechs Mannschaften spielten zuerst im Round-Robin-Modus gegeneinander. Pro Sieg gab es für eine Mannschaft 3 Punkte, für ein Unentschieden 2 Punkte und für eine Niederlage 1 Punkt. Danach wurde eine Endtabelle erstellt und die vier besten Mannschaften spielten im K.-o.-System die Platzierungen aus.

### Spieldistanzen
| Disziplin | Vorrunde               | Finalrunde     |
| --------- | ---------------------- | -------------- |
| 10-Ball   | / 12 Spiele            | / Race to 9/7  |
| Heyball   | / 12 Spiele            | / Race to 9/7  |
| Dreiband  | / 40/25 Pkt.           | / 40/25 Pkt.   |
| Snooker   | / 4 Frames (15/6 Reds) | / Best of five |

## Preisgelder
| Platz | Preis- geld (US$) |
| ----- | ----------------- |
| 01    | 40.000            |
| 02    | 30.000            |
| 03    | 18.000            |
| 04    | 14.000            |
| 05    | 10.000            |
| 06    | 8.000             |
| ∑     | 120.000           |

## Gemeldete Mannschaften
| Team     | Europe A                            |
| -------- | ----------------------------------- |
| 10-Ball  | Mario He / Kristina Zlateva         |
| Heyball  | Eklent Kaçi / Kelly Fisher          |
| Dreiband | Martin Horn / Therese Klompenhouwer |
| Snooker  | Brendan O’Donoghue / Wendy Jans     |

| Team     | Europe B                            |
| -------- | ----------------------------------- |
| 10-Ball  | Konrad Juszczyszyn / Sara Rocha     |
| Heyball  | Sanjin Pehlivanović / Ana Gradisnik |
| Dreiband | Dick Jaspers / Charlotte Sörensen   |
| Snooker  | Liam Davies / Ewa Pawińska          |

| Team     | Asia A                                   |
| -------- | ---------------------------------------- |
| 10-Ball  | Mohammad Soufi / Wei Tzu-chien           |
| Heyball  | Zhao Ruliang / Narantuya Bayarsaikhan    |
| Dreiband | Trần Quyết Chiến / Heo Chae-won          |
| Snooker  | Lim Kok Leong / Waratthanun Sukritthanes |

| Team     | Asia B                         |
| -------- | ------------------------------ |
| 10-Ball  | Bader al-Awadhi / Silviana Lu  |
| Heyball  | Ko Ar Ti / Chezka Centeno      |
| Dreiband | Kim Haeng-jik / Yuko Nishimoto |
| Snooker  | Amir Sarkhosh / Vidya Pillai   |

| Team     | America                            |
| -------- | ---------------------------------- |
| 10-Ball  | Hunter Lombardo / Adriana Villar   |
| Heyball  | Alejandro Carvajal / Soledad Ayala |
| Dreiband | Pedro Gonzales / Jackeline Perez   |
| Snooker  | Levi Meiller / Anita Chan          |

| Team     | Africa & Rest of the World         |
| -------- | ---------------------------------- |
| 10-Ball  | Sullivan Clark / Meng-Hsia Hung    |
| Heyball  | David Njane Mbuthi / Elzette Koen  |
| Dreiband | Sameh Sidhom / Gülşen Degener      |
| Snooker  | Abdelrahman Shahin / Matine Yousra |

## Turnierstatistik
| Spiel Nr.  | Zeit   | Team 1                     | vs. | Team 2                     |
| ---------- | ------ | -------------------------- | --- | -------------------------- |
| 20.07.2023 |        |                            |     |                            |
| 1          | 11 Uhr | America                    | vs. | Africa & Rest of the World |
| 2          | 13 Uhr | Europe A                   | vs. | Europe B                   |
| 3          | 15 Uhr | Asia A                     | vs. | Asia B                     |
| 4          | 17 Uhr | Europe A                   | vs. | Africa & Rest of the World |
| 5          | 19 Uhr | America                    | vs. | Europe B                   |
| 21.07.2023 |        |                            |     |                            |
| 6          | 11 Uhr | Asia A                     | vs. | Europe A                   |
| 7          | 13 Uhr | Asia B                     | vs. | America                    |
| 8          | 15 Uhr | Africa & Rest of the World | vs. | Europe B                   |
| 9          | 17 Uhr | Europe A                   | vs. | Asia B                     |
| 10         | 19 Uhr | America                    | vs. | Asia A                     |
| 22.07.2023 |        |                            |     |                            |
| 11         | 11 Uhr | Asia A                     | vs. | Africa & Rest of the World |
| 12         | 13 Uhr | Asia B                     | vs. | Europe B                   |
| 13         | 15 Uhr | Europe A                   | vs. | America                    |
| 14         | 17 Uhr | Asia A                     | vs. | Europe B                   |
| 15         | 19 Uhr | Asia B                     | vs. | Africa & Rest of the World |

| Spiel Nr.  | Sp. | Gew. | Unent. | Verl. | Ges.  |
| ---------- | --- | ---- | ------ | ----- | ----- |
| 20.07.2023 |     |      |        |       |       |
| 1          | 8   | 2    | 0      | 6     | 12:20 |
| 2          | 8   | 4    | 1      | 3     | 17:15 |
| 3          | 8   | 3    | 0      | 5     | 14:18 |
| 4          | 8   | 4    | 2      | 2     | 18:14 |
| 5          | 8   | 1    | 1      | 6     | 11:21 |
| 21.07.2023 |     |      |        |       |       |
| 6          | 8   | 5    | 1      | 2     | 19:13 |
| 7          | 8   | 6    | 0      | 2     | 20:12 |
| 8          | 8   | 2    | 2      | 4     | 14:18 |
| 9          | 8   | 4    | 1      | 3     | 17:15 |
| 10         | 8   | 1    | 0      | 7     | 10:22 |
| 22.07.2023 |     |      |        |       |       |
| 11         | 8   | 6    | 1      | 1     | 21:11 |
| 12         | 8   | 5    | 1      | 2     | 19:13 |
| 13         | 8   | 5    | 2      | 1     | 20:12 |
| 14         | 8   | 4    | 1      | 3     | 17:15 |
| 15         | 8   | 4    | 2      | 2     | 18:14 |

## Spiele
| Disziplin    | America            | Africa & Rest of the World | Result |
| ------------ | ------------------ | -------------------------- | ------ |
| Dreiband (M) | Pedro Gonzales     | Sameh Sidhom               | 0:1    |
| Dreiband (W) | Jackeline Perez    | Gülşen Degener             | 0:1    |
| Snooker (M)  | Levi Meiller       | Abdelrahman Shahin         | 1:3    |
| Snooker (W)  | Anita Chan         | Matine Yousra              | 1:3    |
| 10-Ball (M)  | Hunter Lombardo    | Clak Sullivan              | 8:4    |
| 10-Ball (W)  | Adriana Villar     | Meng-Hsia Hung             | 2:10   |
| Heyball (M)  | Alejandro Carvajal | Mervin Donelly             | 7:5    |
| Heyball (W)  | Soledad Ayala      | Elzette Koen               | 3:9    |

| Disziplin    | Europe A              | Europe B            | Result |
| ------------ | --------------------- | ------------------- | ------ |
| Dreiband (M) | Martin Horn           | Dick Jaspers        | 0:1    |
| Dreiband (W) | Therese Klompenhouwer | Charlotte Sörensen  | 1:0    |
| Snooker (M)  | Brendan O’Donoghue    | Liam Davies         | 1:3    |
| Snooker (W)  | Wendy Jans            | Ewa Pawińska        | 3:0    |
| 10-Ball (M)  | Mario He              | Konrad Juszczyszyn  | 7:2    |
| 10-Ball (W)  | Kristina Zlateva      | Sara Rocha          | 6:6    |
| Heyball (M)  | Saki Kanatlar         | Sanjin Pehlivanović | 4:7    |
| Heyball (W)  | Kelly Fisher          | Ana Gradisnik       | 7:2    |

| Disziplin    | Asia A                   | Asia B          | Result |
| ------------ | ------------------------ | --------------- | ------ |
| Dreiband (M) | Trần Quyết Chiến         | Kim Haeng-jik   | 1:0    |
| Dreiband (W) | Heo Chae-won             | Yuko Nishimoto  | 0:1    |
| Snooker (M)  | Lim Kok Leong            | Amir Sarkhosh   | 1:3    |
| Snooker (W)  | Waratthanun Sukritthanes | Vidya Pillai    | 3:1    |
| 10-Ball (M)  | Robbie Capito            | Bader al-Awadhi | 5:7    |
| 10-Ball (W)  | Annita Kan Jaya          | Silviana Lu     | 3:7    |
| Heyball (M)  | Zhao Ruliang             | Moh Keen Hoo    | 7:1    |
| Heyball (W)  | Narantuya Bayarsaikhan   | Shi Tian Qi     | 3:7    |

| Disziplin    | Europe A              | Africa & Rest of the World | Result |
| ------------ | --------------------- | -------------------------- | ------ |
| Dreiband (M) | Martin Horn           | Sameh Sidhom               | 0:1    |
| Dreiband (W) | Therese Klompenhouwer | Gülşen Degener             | 0:1    |
| Snooker (M)  | Brendan O’Donoghue    | Abdelrahman Shahin         | 3:0    |
| Snooker (W)  | Wendy Jans            | Matine Yousra              | 3:1    |
| 10-Ball (M)  | Mario He              | Clak Sullivan              | 6:6    |
| 10-Ball (W)  | Kristina Zlateva      | Meng-Hsia Hung             | 6:6    |
| Heyball (M)  | Saki Kanatlar         | Mervin Donelly             | 7:5    |
| Heyball (W)  | Kelly Fisher          | Elzette Koen               | 7:3    |

| Disziplin    | America            | Europe B            | Result |
| ------------ | ------------------ | ------------------- | ------ |
| Dreiband (M) | Pedro Gonzales     | Dick Jaspers        | 0:1    |
| Dreiband (W) | Jackeline Perez    | Charlotte Sörensen  | 0:1    |
| Snooker (M)  | Levi Meiller       | Liam Davies         | 0:3    |
| Snooker (W)  | Anita Chan         | Ewa Pawińska        | 0:3    |
| 10-Ball (M)  | Hunter Lombardo    | Konrad Juszczyszyn  | 1:7    |
| 10-Ball (W)  | Adriana Villar     | Sara Rocha          | 6:6    |
| Heyball (M)  | Alejandro Carvajal | Sanjin Pehlivanović | 3:7    |
| Heyball (W)  | Soledad Ayala      | Ana Gradisnik       | 7:1    |

| Disziplin    | Asia A                   | Europe A              | Result |
| ------------ | ------------------------ | --------------------- | ------ |
| Dreiband (M) | Trần Quyết Chiến         | Martin Horn           | 1:0    |
| Dreiband (W) | Heo Chae-won             | Therese Klompenhouwer | 0:1    |
| Snooker (M)  | Lim Kok Leong            | Brendan O’Donoghue    | 3:0    |
| Snooker (W)  | Waratthanun Sukritthanes | Wendy Jans            | 2:2    |
| 10-Ball (M)  | Robbie Capito            | Mario He              | 7:5    |
| 10-Ball (W)  | Annita Kan Jaya          | Kristina Zlateva      | 7:2    |
| Heyball (M)  | Zhao Ruliang             | Saki Kanatlar         | 7:1    |
| Heyball (W)  | Narantuya Bayarsaikhan   | Kelly Fisher          | 4:7    |

| Disziplin    | America            | Asia B          | Result |
| ------------ | ------------------ | --------------- | ------ |
| Dreiband (M) | Pedro Gonzales     | Kim Haeng-jik   | 0:1    |
| Dreiband (W) | Jackeline Perez    | Yuko Nishimoto  | 1:0    |
| Snooker (M)  | Levi Meiller       | Amir Sarkhosh   | 1:3    |
| Snooker (W)  | Anita Chan         | Vidya Pillai    | 0:3    |
| 10-Ball (M)  | Hunter Lombardo    | Bader al-Awadhi | 7:1    |
| 10-Ball (W)  | Adriana Villar     | Silviana Lu     | 0:7    |
| Heyball (M)  | Alejandro Carvajal | Moh Keen Hoo    | 2:7    |
| Heyball (W)  | Soledad Ayala      | Shi Tian Qi     | 1:7    |

| Disziplin    | Africa & Rest of the World | Europe B              | Result |
| ------------ | -------------------------- | --------------------- | ------ |
| Dreiband (M) | Sameh Sidhom               | Dick Jaspers          | 1:0    |
| Dreiband (W) | Gülşen Degener             | Therese Klompenhouwer | 0:1    |
| Snooker (M)  | Abdelrahman Shahin         | Liam Davies           | 2:2    |
| Snooker (W)  | Matine Yousra              | Ewa Pawińska          | 1:3    |
| 10-Ball (M)  | Clak Sullivan              | Konrad Juszczyszyn    | 6:6    |
| 10-Ball (W)  | Meng-Hsia Hung             | Sara Rocha            | 7:4    |
| Heyball (M)  | Mervin Donelly             | Sanjin Pehlivanović   | 0:7    |
| Heyball (W)  | Elzette Koen               | Ana Gradisnik         | 5:7    |

| Disziplin    | Europe A              | Asia B          | Result |
| ------------ | --------------------- | --------------- | ------ |
| Dreiband (M) | Martin Horn           | Kim Haeng-jik   | 1:0    |
| Dreiband (W) | Therese Klompenhouwer | Yuko Nishimoto  | 1:0    |
| Snooker (M)  | Brendan O’Donoghue    | Amir Sarkhosh   | 3:1    |
| Snooker (W)  | Wendy Jans            | Vidya Pillai    | 3:0    |
| 10-Ball (M)  | Mario He              | Bader al-Awadhi | 5:7    |
| 10-Ball (W)  | Kristina Zlateva      | Silviana Lu     | 6:6    |
| Heyball (M)  | Saki Kanatlar         | Moh Keen Hoo    | 4:7    |
| Heyball (W)  | Kelly Fisher          | Shi Tian Qi     | 2:7    |

| Disziplin    | America            | Asia A                   | Result |
| ------------ | ------------------ | ------------------------ | ------ |
| Dreiband (M) | Pedro Gonzales     | Trần Quyết Chiến         | 0:1    |
| Dreiband (W) | Jackeline Perez    | Heo Chae-won             | 1:0    |
| Snooker (M)  | Levi Meiller       | Lim Kok Leong            | 1:3    |
| Snooker (W)  | Anita Chan         | Waratthanun Sukritthanes | 0:3    |
| 10-Ball (M)  | Hunter Lombardo    | Robbie Capito            | 5:7    |
| 10-Ball (W)  | Adriana Villar     | Annita Kan Jaya          | 3:7    |
| Heyball (M)  | Alejandro Carvajal | Zhao Ruliang             | 1:7    |
| Heyball (W)  | Soledad Ayala      | Narantuya Bayarsaikhan   | 4:7    |

| Disziplin    | Asia A                   | Africa & Rest of the World | Result |
| ------------ | ------------------------ | -------------------------- | ------ |
| Dreiband (M) | Trần Quyết Chiến         | Sameh Sidhom               | 1:0    |
| Dreiband (W) | Heo Chae-won             | Gülşen Degener             | 1:0    |
| Snooker (M)  | Lim Kok Leong            | Abdelrahman Shahin         | 3:0    |
| Snooker (W)  | Waratthanun Sukritthanes | Matine Yousra              | 3:0    |
| 10-Ball (M)  | Robbie Capito            | Clak Sullivan              | 6:6    |
| 10-Ball (W)  | Annita Kan Jaya          | Meng-Hsia Hung             | 4:7    |
| Heyball (M)  | Zhao Ruliang             | Mervin Donelly             | 7:2    |
| Heyball (W)  | Narantuya Bayarsaikhan   | Elzette Koen               | 7:2    |

| Disziplin    | Asia B          | Europe B            | Result |
| ------------ | --------------- | ------------------- | ------ |
| Dreiband (M) | Kim Haeng-jik   | Dick Jaspers        | 0:1    |
| Dreiband (W) | Yuko Nishimoto  | Charlotte Sörensen  | 0:1    |
| Snooker (M)  | Amir Sarkhosh   | Liam Davies         | 3:0    |
| Snooker (W)  | Vidya Pillai    | Ewa Pawińska        | 3:0    |
| 10-Ball (M)  | Bader al-Awadhi | Konrad Juszczyszyn  | 6:6    |
| 10-Ball (W)  | Silviana Lu     | Sara Rocha          | 7:5    |
| Heyball (M)  | Moh Keen Hoo    | Sanjin Pehlivanović | 7:5    |
| Heyball (W)  | Shi Tian Qi     | Ana Gradisnik       | 7:2    |

| Disziplin    | America            | Europe A              | Result |
| ------------ | ------------------ | --------------------- | ------ |
| Dreiband (M) | Pedro Gonzales     | Martin Horn           | 0:1    |
| Dreiband (W) | Jackeline Perez    | Therese Klompenhouwer | 0:1    |
| Snooker (M)  | Levi Meiller       | Brendan O’Donoghue    | 2:2    |
| Snooker (W)  | Anita Chan         | Wendy Jans            | 0:3    |
| 10-Ball (M)  | Hunter Lombardo    | Mario He              | 4:7    |
| 10-Ball (W)  | Adriana Villar     | Kristina Zlateva      | 6:6    |
| Heyball (M)  | Alejandro Carvajal | Saki Kanatlar         | 7:2    |
| Heyball (W)  | Soledad Ayala      | Kelly Fisher          | 3:7    |

| Disziplin    | Asia A                   | Europe B            | Result |
| ------------ | ------------------------ | ------------------- | ------ |
| Dreiband (M) | Trần Quyết Chiến         | Dick Jaspers        | 0:1    |
| Dreiband (W) | Heo Chae-won             | Charlotte Sörensen  | 1:0    |
| Snooker (M)  | Lim Kok Leong            | Liam Davies         | 1:3    |
| Snooker (W)  | Waratthanun Sukritthanes | Ewa Pawińska        | 3:1    |
| 10-Ball (M)  | Robbie Capito            | Konrad Juszczyszyn  | 5:7    |
| 10-Ball (W)  | Annita Kan Jaya          | Sara Rocha          | 6:6    |
| Heyball (M)  | Zhao Ruliang             | Sanjin Pehlivanović | 7:2    |
| Heyball (W)  | Narantuya Bayarsaikhan   | Ana Gradisnik       | 7:4    |

| Disziplin    | Africa & Rest of the World | Asia B          | Result |
| ------------ | -------------------------- | --------------- | ------ |
| Dreiband (M) | Sameh Sidhom               | Kim Haeng-jik   | 1:1    |
| Dreiband (W) | Gülşen Degener             | Yuko Nishimoto  | 1:0    |
| Snooker (M)  | Abdelrahman Shahin         | Amir Sarkhosh   | 2:2    |
| Snooker (W)  | Matine Yousra              | Vidya Pillai    | 1:3    |
| 10-Ball (M)  | Clak Sullivan              | Bader al-Awadhi | 7:5    |
| 10-Ball (W)  | Meng-Hsia Hung             | Silviana Lu     | 4:7    |
| Heyball (M)  | Mervin Donelly             | Moh Keen Hoo    | 4:7    |
| Heyball (W)  | Elzette Koen               | Shi Tian Qi     | 4:7    |

| Platz | Name                       | Matches Played | Σ Points | W   | L   | D   |
| ----- | -------------------------- | -------------- | -------- | --- | --- | --- |
| 1     | Asia A                     | 40             | 93       | 151 | 101 | 50  |
| 2     | Asia B                     | 40             | 90       | 149 | 104 | 45  |
| 3     | Europe A                   | 40             | 85       | 133 | 125 | 8   |
| 4     | Europe B                   | 40             | 82       | 124 | 131 | −7  |
| 5     | Africa & Rest of the World | 40             | 73       | 122 | 148 | −26 |
| 6     | America                    | 40             | 57       | 88  | 158 | −26 |

## K.o. - Runde
| Spiel Nr.                     | Zeit   | Team 1   | vs. | Team 2   |
| ----------------------------- | ------ | -------- | --- | -------- |
| 23.07.2023 (1. Semi-Finale)   |        |          |     |          |
| 16                            | 11 Uhr | Europe A | vs. | Europe B |
| 23.07.2023 (2. Semi-Finale)   |        |          |     |          |
| 17                            | 13 Uhr | Asia A   | vs. | Asia B   |
| 23.07.2023 (Spiel um Platz 3) |        |          |     |          |
| 18                            | 15 Uhr | Europe A | vs. | Asia A   |
| 23.07.2023 (Finale)           |        |          |     |          |
| 19                            | 17 Uhr | Europe B | vs. | Asia B   |

| Spiel Nr.  | Sp. | Gew. | Unent. | Verl. | Ges.  |
| ---------- | --- | ---- | ------ | ----- | ----- |
| 23.07.2023 |     |      |        |       |       |
| 16         | 8   | 4    | 0      | 4     | 16:16 |
| 17         | 8   | 4    | 0      | 4     | 16:16 |
| 18         | 8   | 4    | 0      | 4     | 16:16 |
| 19         | 8   | 5    | 0      | 3     | 18:14 |

| Disziplin    | Europe A              | Europe B            | Result |
| ------------ | --------------------- | ------------------- | ------ |
| Dreiband (M) | Martin Horn           | Dick Jaspers        | 0:1    |
| Dreiband (W) | Therese Klompenhouwer | Charlotte Sörensen  | 1:0    |
| Snooker (M)  | Brendan O’Donoghue    | Liam Davies         | 0:3    |
| Snooker (W)  | Wendy Jans            | Ewa Pawińska        | 3:1    |
| 10-Ball (M)  | Mario He              | Konrad Juszczyszyn  | 4:9    |
| 10-Ball (W)  | Kristina Zlateva      | Sara Rocha          | 7:4    |
| Heyball (M)  | Saki Kanatlar         | Sanjin Pehlivanović | 3:9    |
| Heyball (W)  | Kelly Fisher          | Ana Gradisnik       | 7:3    |

| Disziplin    | Asia A                   | Asia B          | Result |
| ------------ | ------------------------ | --------------- | ------ |
| Dreiband (M) | Trần Quyết Chiến         | Kim Haeng-jik   | 0:1    |
| Dreiband (W) | Heo Chae-won             | Yuko Nishimoto  | 1:0    |
| Snooker (M)  | Lim Kok Leong            | Amir Sarkhosh   | 3:2    |
| Snooker (W)  | Waratthanun Sukritthanes | Vidya Pillai    | 3:1    |
| 10-Ball (M)  | Robbie Capito            | Bader al-Awadhi | 4:9    |
| 10-Ball (W)  | Annita Kan Jaya          | Silviana Lu     | 6:7    |
| Heyball (M)  | Zhao Ruliang             | Moh Keen Hoo    | 9:5    |
| Heyball (W)  | Narantuya Bayarsaikhan   | Shi Tian Qi     | 4:7    |

| Disziplin    | Europe A              | Asia A                   | Result |
| ------------ | --------------------- | ------------------------ | ------ |
| Dreiband (M) | Martin Horn           | Trần Quyết Chiến         | 1:0    |
| Dreiband (W) | Therese Klompenhouwer | Heo Chae-won             | 1:0    |
| Snooker (M)  | Liam Davies           | Amir Sarkhosh            | 2:3    |
| Snooker (W)  | Wendy Jans            | Waratthanun Sukritthanes | 2:3    |
| 10-Ball (M)  | Mario He              | Robbie Capito            | 2:9    |
| 10-Ball (W)  | Kristina Zlateva      | Annita Kan Jaya          | 7:5    |
| Heyball (M)  | Saki Kanatlar         | Zhao Ruliang             | 1:9    |
| Heyball (W)  | Kelly Fisher          | Narantuya Bayarsaikhan   | 7:1    |

| Disziplin    | Europe B            | Asia B          | Result |
| ------------ | ------------------- | --------------- | ------ |
| Dreiband (M) | Dick Jaspers        | Kim Haeng-jik   | 0:1    |
| Dreiband (W) | Charlotte Sörensen  | Yuko Nishimoto  | 0:1    |
| Snooker (M)  | Lim Kok Leong       | Amir Sarkhosh   | 3:2    |
| Snooker (W)  | Ewa Pawińska        | Vidya Pillai    | 3:2    |
| 10-Ball (M)  | Konrad Juszczyszyn  | Bader al-Awadhi | 9:7    |
| 10-Ball (W)  | Sara Rocha          | Silviana Lu     | 7:4    |
| Heyball (M)  | Sanjin Pehlivanović | Moh Keen Hoo    | 9:6    |
| Heyball (W)  | Ana Gradisnik       | Shi Tian Qi     | 0:7    |

## Abschlusstabelle
| Platz | Name                       | Matches Played | Σ Points | W   | L   | D   |
| ----- | -------------------------- | -------------- | -------- | --- | --- | --- |
| 1     | Europe B                   | 56             | 116      | 185 | 176 | −1  |
| 2     | Asia B                     | 56             | 120      | 211 | 165 | 46  |
| 3     | Asia A                     | 56             | 125      | 211 | 156 | 55  |
| 4     | Europe A                   | 56             | 117      | 188 | 185 | 3   |
| 5     | Africa & Rest of the World | 40             | 73       | 122 | 148 | −26 |
| 6     | America                    | 40             | 57       | 88  | 158 | −26 |